# Sông Đăk Pne
Sông Đăk Pne là một con sông đổ ra Sông Đăk Pơ Ne. Sông có chiều dài 48 km và diện tích lưu vực là 291 km². Sông Đăk Pne chảy qua các tỉnh Kon Tum, Gia Lai.